# NK Hrvace
Der NK Hrvace ist ein Fußballverein aus der kroatischen Stadt Hrvace und spielt derzeit in der zweiten Liga.

## Erfolge
2. NL
- 2024/25[1]

3. NL – Jug
- 2007/08

4. NL – Jug
- 2006/07

Pokal NS Gespanschaft Split-Dalmatien
- 2004/05, 2005/06, 2009/10, 2018/19